# Hypsoprora nogolata
Hypsoprora nogolata är en insektsart som beskrevs av Ball. Hypsoprora nogolata ingår i släktet Hypsoprora och familjen hornstritar. Inga underarter finns listade i Catalogue of Life.